# Nord-Ouest Pacifique

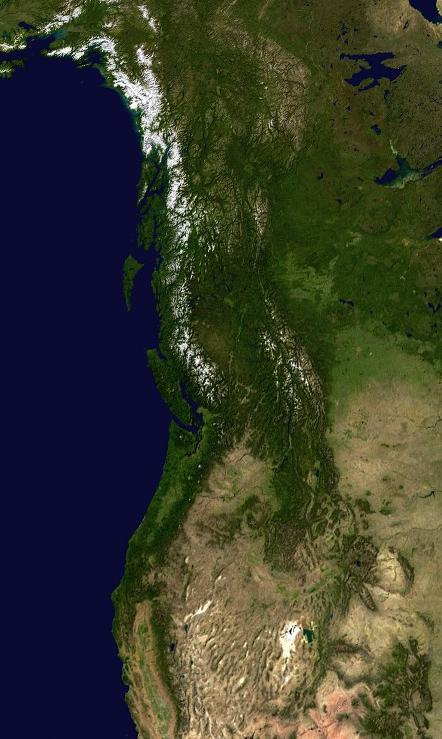
Le Nord-Ouest Pacifique vu de l'espace

Le Nord-Ouest Pacifique (en anglais Pacific Northwest ou en abrégé PNW) est une région du nord-ouest de l'Amérique du Nord. Selon les définitions, la zone couverte par celle-ci peut être plus ou moins étendue mais, en général, elle inclut toute la région comprise entre la côte Pacifique et le Continental Divide (la ligne de partage des eaux dans les montagnes Rocheuses) et comprend la totalité des États américains de Washington, de l'Oregon, de l'Idaho, une grande partie de la province canadienne de la Colombie-Britannique et le sud-est de l'Alaska, le nord de la Californie, une partie du Montana et du Territoire du Yukon.
Cette région, dans sa définition la plus large, regroupe environ 25 millions de personnes (en incluant les États américains de Washington, d'Oregon, d'Idaho et le nord de la Californie ainsi que la Colombie-Britannique).
Cette région ne doit pas être confondue avec le Pacifique Nord-Ouest, qui désigne une partie de l'océan Pacifique, ni avec le territoire du Nord-Ouest au Canada, aussi appelé Grand Nord-Ouest. Le terme de côte Nord-Ouest (Northwest Coast) désigne uniquement la zone côtière du Nord-Ouest Pacifique.
Le biotope de cette région est différent des régions environnantes. Elle est marquée sur la zone côtière par le bassin du détroit de Géorgie-Puget Sound, partagé entre la Colombie-Britannique et l'État de Washington et par la forêt tempérée humide qui s'étend du nord de la Californie jusqu'au sud-ouest de l'Alaska. La région sèche de l'intérieur de la chaîne des Cascades et la Chaîne côtière est très différent du terrain et du climat de la côte. Elle comprend les plateaux de Columbia et de Fraser.

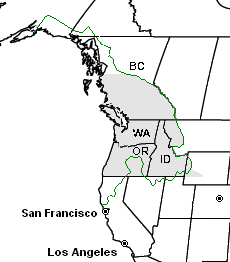
Différentes définitions du Nord-Ouest Pacifique.

Les définitions de Nord-Ouest Pacifique et de Cascadie (en anglais Cascadia), dont le nom vient de la chaîne des Cascades, sont assez proches pour les régions couvertes, même si dans ses limites les plus larges, le Nord-Ouest Pacifique couvre une plus grande zone que Cascadie, qui a tendance à ne recouvrir que l'Evergreen Triangle de la région côtière de Washington, de l'Oregon, de la Colombie-Britannique. Le terme de Pacifique Nord-Ouest est beaucoup plus ancien, début du XIXe siècle, alors que le nom de Cascadie n'est apparu que dans les années 1980. Ce dernier terme, bien qu'utilisé parfois en géologie, climatologie ou écologie est plus usité dans un sens politique ou identitaire.
Aux États-Unis, le terme de Northwestern United States est aussi utilisé mais ne désigne alors que la partie américaine du Nord-Ouest Pacifique, excluant sa partie canadienne.
Les principales villes de cette région sont Vancouver, Seattle et Portland.